# Hamisfeld
Hamisfeld ist ein kleiner Weiler in der Schweiz. Er liegt im Kanton Thurgau, in der Gemeinde Hefenhofen. Die Nachbardörfer heissen Dozwil, Brüschwil und Hefenhofen. Hamisfeld ist gleich neben dem Romanshorner Wald gelegen (siehe auch Romanshorn). Der Bodensee, nur einige Kilometer entfernt, gehört ebenfalls noch zur näheren Umgebung, genau wie der nah gelegene Weiler Gwand.

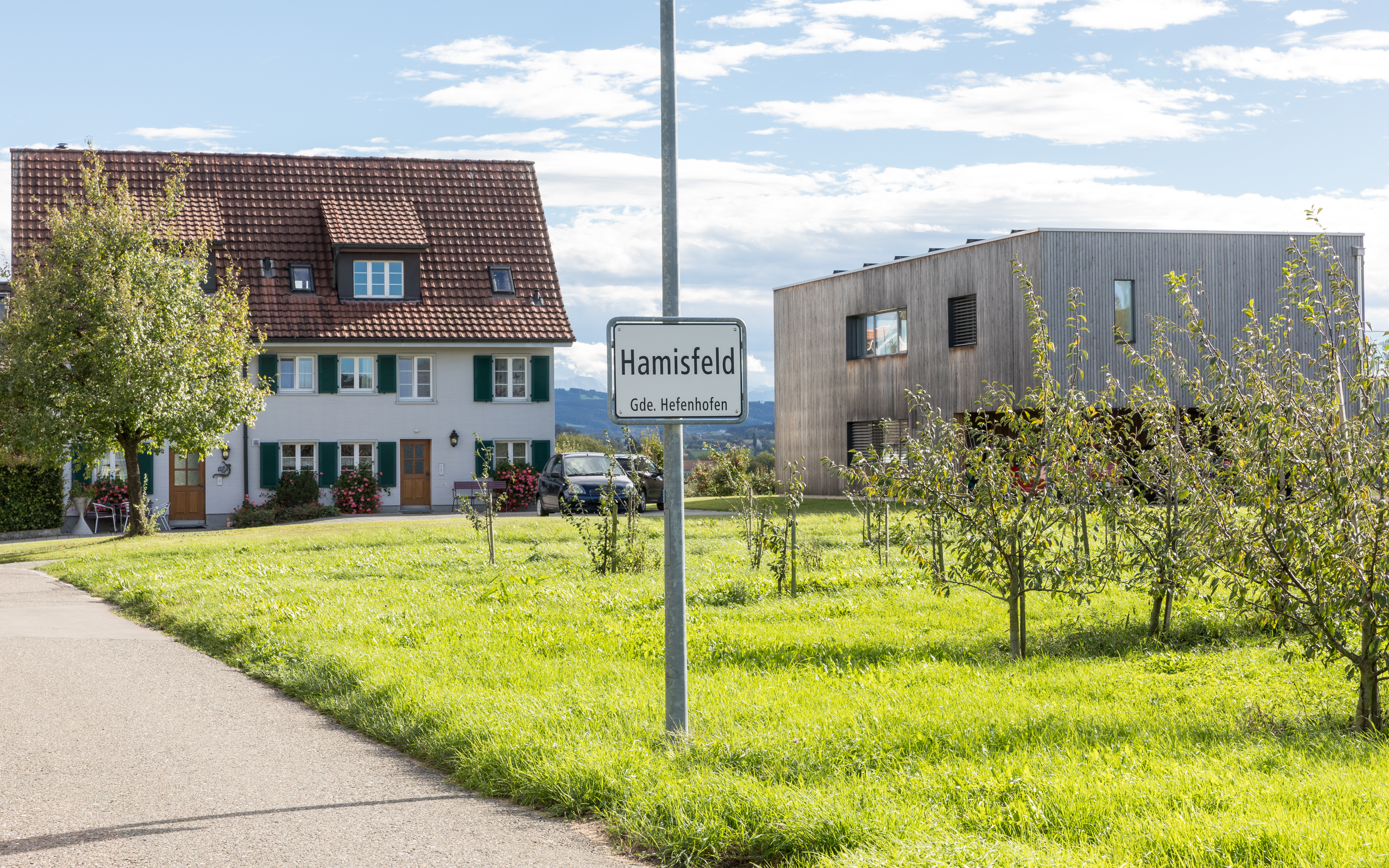
Hamisfeld (Gemeinde Hefenhofen)

## Einwohner
Der Weiler hat ungefähr 50 Einwohner und ist daher das drittkleinste Dorf der Gemeinde. Etwa 6 % der Einwohner besuchen die Kantonsschule Romanshorn.

## Industrie
Im Dorf gibt es eine Metallverarbeitungsfabrik, eine Brockenstube des Blauen Kreuzes, eine Rosenzucht, eine Baumschule und einige Bauernhöfe.

## Geschichte
Hamisfeld wird erstmals am 22. Februar 1350 in den Chroniken von Amriswil erwähnt. Ein nächstes Mal erst wieder 1377 mit leicht veränderter Orthografie. Es heisst zu dieser Zeit Haimlisfeld. Das bedeutet ungefähr so viel wie das "Feld des Heimolt". Heimolt heisst "im Heim waltenden".

## Das Hamisfelderlied
Das Hamisfelderlied ist eine Dichtung von August Keller, einem Lehrer der im 19. Jahrhundert in Hamisfeld wohnte. Hier sein Text:
Es Lied vom tusigschöne und waggre Hamisfeld

Es get im schöne Thurgi

vill Dörfer chli und gross

das aber, woni meine,

isch eins von chliste bloss

Und doch gets wohl kei schöners

und liebers uf de Welt:

E tusigwaggers Nestli

ist halt das Hamisfeld.

Om Weg vo Brüsch- uf Dozwil

liits onre Sonnehald,

versteggt halb, wils vo Böme

rings het en ganze Wald.

s'denggt Jede: Der hat Recht ko,

wo das zur Heimet gwählt, 

s'chonn Eine ruehig wohne 

im stille Hamisfeld. 

Zwor Hüser hets nöd villi, 

s'send öppe zwölfi no. 

Zom Buure mest iggrichtet, 

stönds ganz behäbig do. 

Es bruucht kei Autostrosse 

för sini chlini Welt. 

Mer lebt au ohni Kino 

und Strandbad z'Hamisfeld. 

Und wenn denn d'Chriesi riifet,  

wo chonnts denn no so vor,  

dass me so vill und gueti  

chonn günne Johr für Johr? 

Und au a saftge Öpfel 

und Berre hets nie gfehlt. 

Jo, jo, es ist eim Obstwachs 

e gsegnets Hamisfeld.  

Es dengget d'Hamisfelder 

z'vill dörste sei nöd toll. 

Sie füllet drom zur Herbstziit 

die Fässer spontevoll. 

Drom isch do au en Chüefer,  

wo s'Handwerk nöd verhehlt: 

Sin Hammerschlag tönt mächtig 

dors ganzi Hamisfeld. 

Und hends kei Hüfe Geld au  

und sends kei Millionär, 

so fendets ehre Lebe 

doch nöd ganz freudeläär. 

Sie tüend recht und send schaffig,  

so lang si gönd dor d'Welt; 

s'wär guet, w'wär allethalbe 

so b'stellt wie z'Hamisfeld. 

Und wenn e paar wend chifle 

und bosge mitenand,  

so chämed si deswege 

nöd ganz us Rand und Band. 

Was het me, wenn ne allzue 

sich gegesitig schmält? 

Zom Hässigsii und giftig  

hönds nöd Ziit z'Hamisfeld. 

S'chonnt jede Hamisfelder 

emol vors Himmelstor, 

wo de Petrus als de Wächter, 

als strenge, stoht devor. 

Der aber saat ganz sicher, 

wil en kon Zwiifel quält: 

Gang inne zo de Brave,  

bisch jo vo Hamisfeld. 

Was secht mr us dem Allem: 

Wer dört geboren ist, 

und wer emol dört glebt het, 

der ist en rechte Christ. 

Drom singet, so lang d'Sonne 

üs Auf' und Herz erhellt: 

Hoch lebe, hoch, du gsegnets, 

du waggers Hamisfeld. 
Koordinaten: 47° 34′ N, 9° 19′ O; CH1903: 741348 / 270612